# أندرو هوي
أندرو هوي (Andrew Hoy) هو لاعب أولمبي لرياضة الفروسية من أستراليا. شارك في الأولمبياد الصيفي في 1992–2000، وفاز بما مجموعه 4 ميداليات.

## الميداليات
| ذهب | فضة | برونز | المجموع |
| 3   | 1   | 0     | 4       |

## روابط خارجية
- أندرو هوي على موقع أوليمبيديا (الإنجليزية)
- أندرو هوي على موقع اللجنة الأولمبية الأسترالية (الإنجليزية)
- أندرو هوي على موقع قاعة أستراليا للمشاهير الرياضية (الإنجليزية)